# Burg Haunsperg
Burg Haunsperg ist die Ruine einer Höhenburg aus dem 12. Jahrhundert in der Gemeinde Nußdorf am Haunsberg im Norden des österreichischen Bundeslandes Salzburg. Sie liegt auf 500 m ü. A. unweit der Kirche St. Pankraz am Haunsberg im Ortsteil Schlößl.

## Geschichte
Die Felstrasse, auf der sich die Ruine Haunsperg befindet, war nach archäologischen Befunden bereits in der älteren Bronzezeit besiedelt. Die erste Erwähnung von Nußdorf am Haunsberg findet man in den mittelalterlichen Breves Notitiae von 790. Die Burg Haunsperg ist Mitte des 12. Jahrhunderts Ort einer Übergabe der Haunsperger an das Stift St. Peter in Salzburg. Dabei waren Gotscakle von Haunsperg, Gerhart de Drum und sein Sohn Wolftrigil Zeugen. Letztere werden auch mit dem Ansitz in der Prenzingerau in Verbindung gebracht. Von den Hochfreien Haunspergern sind Friedrich (ca. 1125–1147), Gottschalk (ca. 1147–1167), Ulrich und Mechtild (vor 1272) bekannt. Nach dem Aussterben der Grafen von Lebenau 1229 mussten sich die Haunsperger dem Erzbischof von Salzburg unterwerfen. 1211 wurde Gottschalk von Haunsperg zum Burgpfleger auf der oberen Burg Haunsperg eingesetzt, obwohl sie schon von seinen Vorfahren dem Stift St. Peter übergeben worden ist. Ungeklärt bleibt, ob sich die Haunsperger nun Ministerialen von Haunsperg nannten oder ob der Name von einem späteren Burgpfleger übernommen worden ist. Haunsperger treten jedenfalls 1260 als Zeugen einer Urkunde für die Bergheimer auf. 1285 war ein Hartnid von Haunsperg Zeuge in einem Schiedsgericht zwischen dem Erzbischof Rudolf und Friedrich von Pettau. 1307 gab Erzbischof Konrad IV. von Fohnsdorf dem Ulrich von Haunsperg und seiner Frau Adelein ein Geldgeschenk zur Morgengabe. 1306 war aber bereits ein Seibot von Noppingen Burggraf am Haunsberg, dem eine Reihe verschiedener Pfleger folgte. Die Haunsperger sind weiter auf dem Ansitz in der Prenzingerau, in Schloss Goldenstein und am Winklhof in Oberalm nachweisbar.

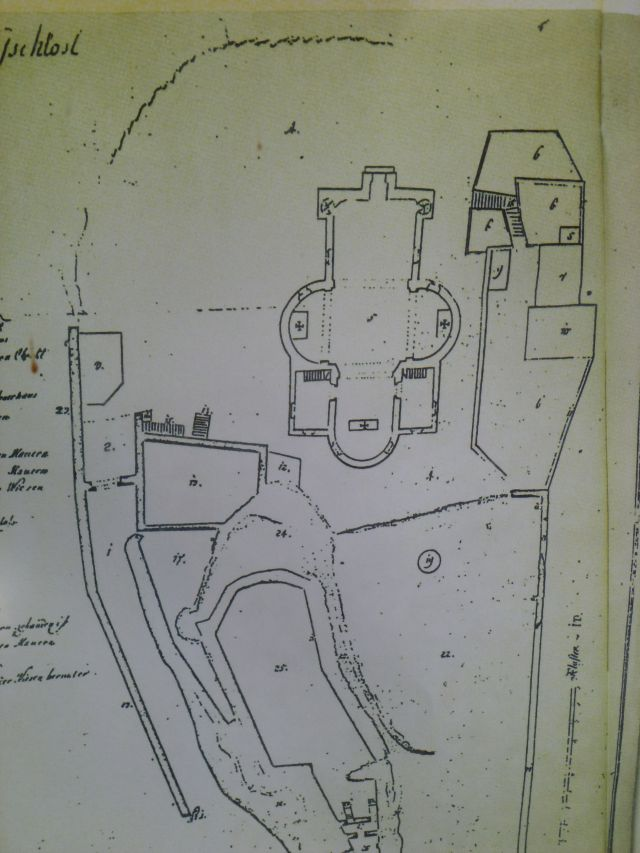
Plan des Laufener Pflegers Andreas Seethaler von 1804 zu Burg und Kirche

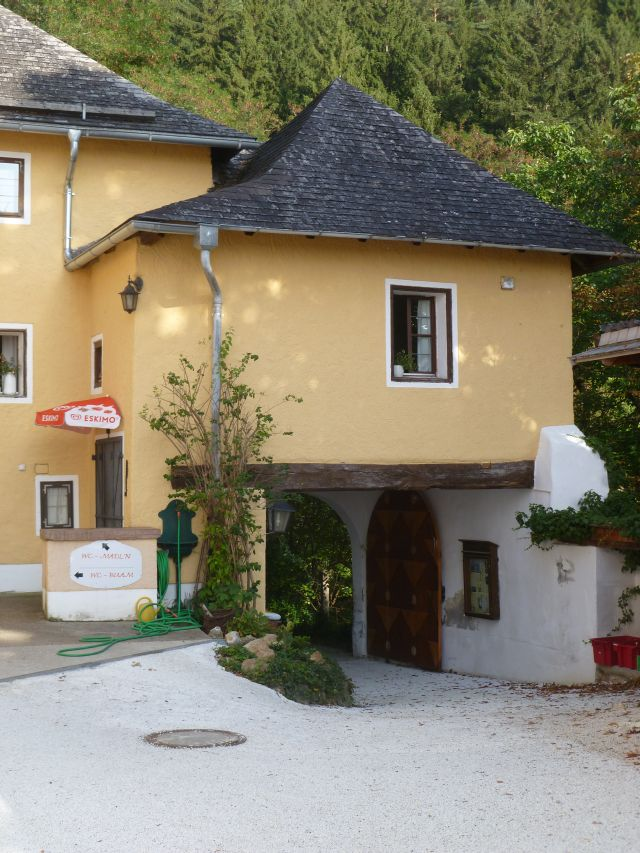
Toreingang zur Burg Haunsperg

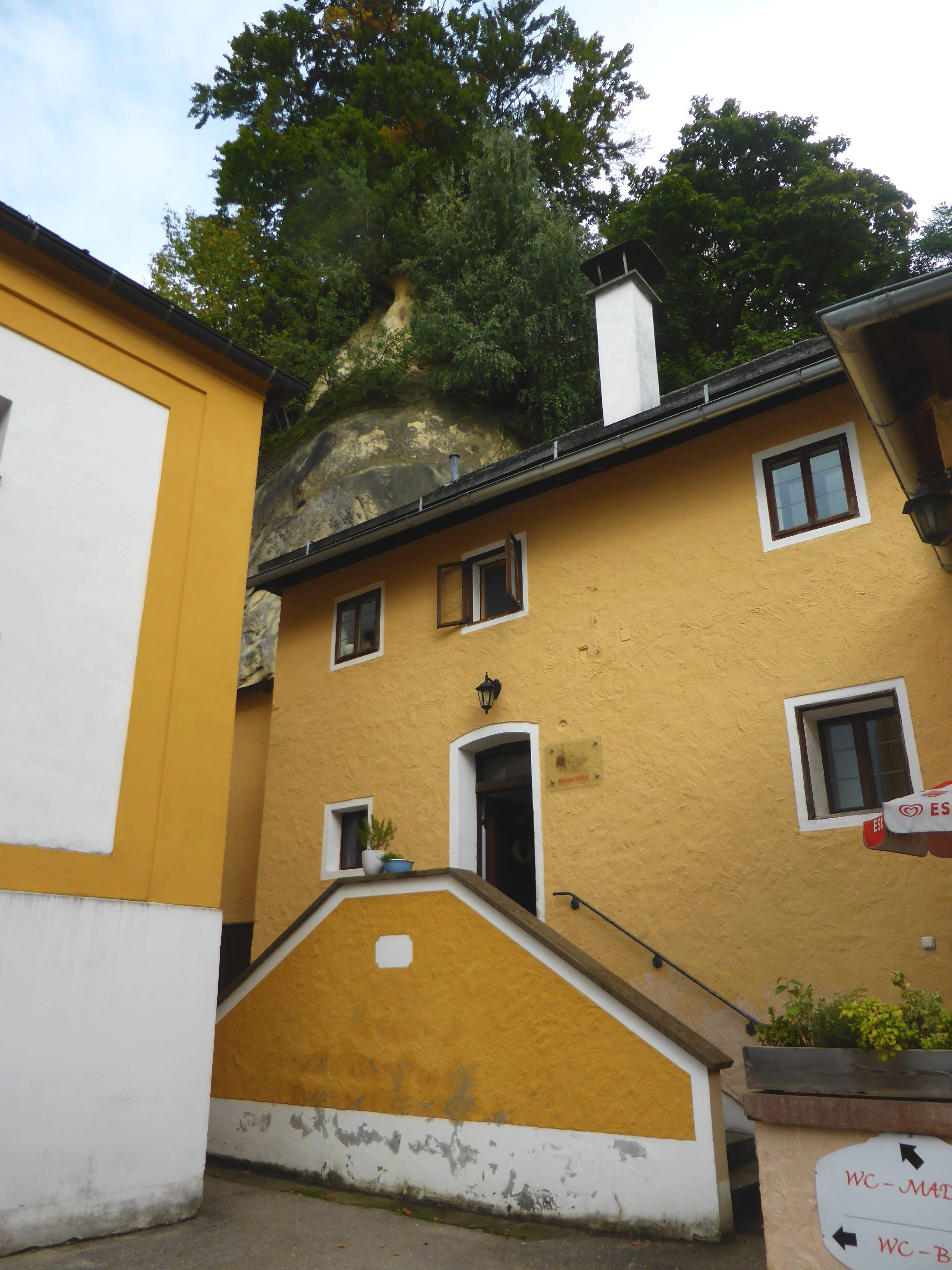
Blick zum Burgplatz

1603 wurden die Pflegen Laufen und Haunsperg auf dem Amtssitz in Laufen zusammengelegt. Bereits 1612 wurde der schlechte Bauzustand der Burg beklagt. Es wird auf der Burg noch ein Kirchlein erwähnt, in dem durch den Pfarrer von Berndorf jährlich einige Male ein Gottesdienst abgehalten wird. 1613 ist urkundlich von einem Schloss die Rede, worauf auch die heute übliche Bezeichnung „Schlössl“ für die Felshöhe verweist. Bei der Renovierung der Kirche zwischen 2000 und 2004 fand man tatsächlich Fundamente dieses Schlosses. 1615 und 1646 wurde die Burg nochmals zur Verteidigung hergerichtet, dann aber dem Verfall preisgegeben. 1727 sollte sie ganz abgetragen werden, was aber nicht gestattet wurde.
1790 wurden jedoch Steine und Säulen für das Schloss Weitwörth abtransportiert. Noch 1797 wird von einer 3,5 m hohen Mauer und einem 150 m tiefen Ziehbrunnen auf der Burg berichtet. Auch auf dem 1804 verfassten Plan des Laufener Pflegers Andreas Seethaler ist noch ein bedeutsamer Baubestand des „Pongrazen Schlössl“ aufgeführt. Heute sind Reste der ehemaligen Ringmauer nördlich der Kirche vorhanden; der Weg dürfte innerhalb dieser Mauer serpentinenartig zur Burg geführt haben.
Die Reste der Burgruine sind auf der Anhöhe oberhalb der Kirche St. Pankraz am Haunsberg erkennbar, allerdings stark von Bäumen überwuchert, sodass sie kaum mehr sichtbar sind. Die Burgruine ist öffentlich nicht zugänglich.